# شارع ذا بارك كلكتا
يُعد شارع بارك (رسمياً طريق الأم تيريزا وسابقاً طريق بيريال غراوند) أحد الشوارع المشهورة في مدينة كولكاتا (كلكتا سابقاً) في الهند. ويخترق هذا الشارع ما كان في السابق حديقة غزلان يملكها السير إيليا إيمبي، رئيس المحكمة العليا في كلكتا من عام 1773 وحتى عام 1789، ومن هنا جاءت تسميته السابقة. أما تسميته الأخيرة فقد منحته إياها مؤسسة بلدية كولكاتا تكريماً للأم تيريزا.

## الموقع والأهمية
في فترة السبعينات والثمانينات بدأ الجزء الأكبر من حياة الليل في كولكاتا في شارع بارك. وقد أحيا العديد من الموسيقيين المشهورين حفلاتهم في الأماكن الليلية ذات الشعبية مثل ترينكاس، بلو فوكس، موكامبو ومولان روج. وحتى قبل ذلك، في فترة الأربعينات والخمسينات والستينات تركزت حياة الليل الصاخبة في شارع بارك. وبدأت سلسلة بافتتاح فندقها الأول ذا بارك المؤلف من 150غرفة، والذي يقع في شارع بارك الحديث، في 1 تشرين الثاني / نوفمبر عام 1967.
ويبقى شارع بارك المقصد الرئيسي لرواد المطاعم في كولكاتا حيث يحتوي على العديد من المطاعم والحانات. إذ يعرف غالباً باسم «شارع الطعام» و «الشارع الذي لا ينام».
يتفرع هذا الشارع من طريق شورنيجي (طريق جواهرلال نهرو) ويصل إلى نقطة تقاطع 7 بارك سيركس في الاتجاه الجنوبي الشرقي. وقد كان الجزء من شارع بارك الممتد بين طريقي شورنيجي وموليك بازار أحد مناطق الجذب في المدينة لسنوات عديدة.وتتفرع عدة طرق هامة أوتتقاطع في شارع بارك في الاتجاهات الشمالية والجنوبية، وهي شارع راسل، ميدلتون رو، شارع كاماك، شارع وود، شارع لودون وشارع رودن باتجاه الجنوب وشارعي فري سكول ورافي أحمد قيدواي باتجاه الشمال. كما يتقاطع شارع بارك مع طريق اشاريا جاجاديش تشاندرا بوز عند معبر موليك بازار ويصل في النهاية إلى بارك سيركس حيث تبدأ منه طرق رئيسية أخرى مثل طريق سيد أمير علي، طريق دارجا، وصلة بارك سيركس التي تصل إلى مناطق هامة مثل باليغونغ، إيسترن متروبوليتن بايباس وطريق سي آي تي كولكاتا.
يضم شارع بارك العديد من صالات العرض البارزة والمباني الهامة مثل الجمعية الآسيوية، جامعة القديس زافييه في كلكتا، كنيسة للسبتيين ومقبرة شارع ساوث بارك التي تحتوي على أضرحة تذكارية وقبور لشخصيات بارزة من عهد الحكم البريطاني ولسكان كولكاتا الأوروبيين.
لقد كان شارع بارك مكان الترفيه الأول الذي يقصده سكان مدينة كولكاتا منذ عهد الاحتلال البريطاني. ومع ذلك، فقد تم في السنوات الـ 20 الأخيرة افتتاح العديد من المطاعم ومراكز التسوق وفنادق الخمس نجوم والنوادي الليلية الجديدة في مناطق أخرى من المدينة وفقد بذلك شارع بارك الكثير من جاذبيته السابقة باعتباره وجهة الترفيه الأولى في كولكاتا. ولكنه لا يزال أحد المراكز التجارية والترفيهية الرئيسية في المدينة. ويتم تزيين شارع بارك على نحو تقليدي بالأضواء احتفالاً بمهرجان ديوالي وعيدي الميلاد ورأس السنة.

## المعالم
يضم شارع بارك العديد من المعالم. ومن أبرزها:
- الجمعية الآسيوية
- فندق ذا بارك[5]
- أبيجاي هاوس، المقر الرئيسي لمجموعة أبيجاي ساريندرا
- قصور بارك
- بارك بلازا [بحاجة إلى توضيح]
- بارك سنتر
- جامعة القديس زافييه في كلكتا
- كنيسة السبتيين
- مدرسة كنيسة جمعية الله
- مستشفى الرحمة
- محكمة ستيفن
- دنلوب هاوس (في شارع فري سكول)
- مقبرة شارع ساوث بارك
- قصر كوينز